# Ý kiến

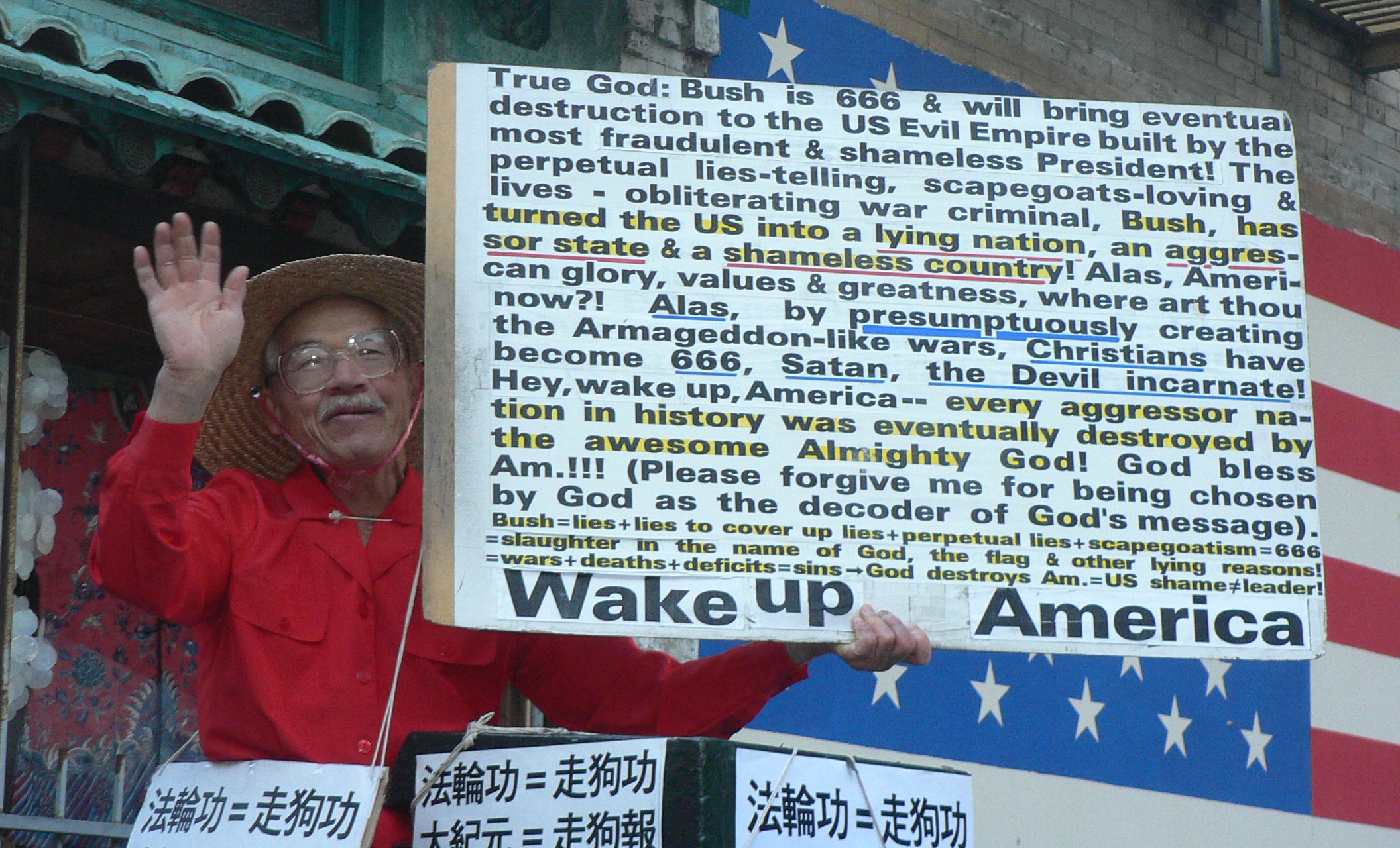
" Bảng nêu ý kiến" ở khu phố Tàu, San Francisco

Một ý kiến hay quan điểm là một đánh giá, quan điểm hoặc tuyên bố không có tính kết luận. Quan điểm chỉ đơn giản là cách bạn chọn để nhìn vạn vật, nhưng bởi vì cách nhìn ảnh hưởng lên cảm nhận và hành động, những lựa chọn này dù có vẻ nhỏ nhặt nhưng thực ra có quyền năng rất lớn.

## Định nghĩa
Một ý kiến nhất định có thể là các vấn đề chủ quan trong đó không có kết luận cuối cùng, hoặc nó có thể xử lý các sự kiện được tìm kiếm để được tranh luận bởi ngụy biện logic rằng người ta có quyền đưa ra ý kiến của họ. Phân biệt sự thật với ý kiến là ở chỗ sự thật có thể kiểm chứng được, tức là có thể được sự đồng thuận của các chuyên gia. Một ví dụ về sự thật là: "Hoa Kỳ đã tham gia vào Chiến tranh Việt Nam", so với "Hoa Kỳ đã đúng khi tham gia Chiến tranh Việt Nam" thì chỉ là một ý kiến và quan điểm. Một ý kiến có thể được hỗ trợ bởi các sự kiện và nguyên lý, trong trường hợp đó nó trở thành một cuộc tranh luận.
Những người khác nhau có thể rút ra kết luận trái ngược (ý kiến) ngay cả khi họ đồng ý về cùng một tập hợp sự kiện. Ý kiến hiếm khi thay đổi mà không có tranh luận mới được trình bày. Có thể lý luận rằng một ý kiến được hỗ trợ bằng các sự kiện tốt hơn so với ý kiến khác, bằng cách phân tích các lập luận hỗ trợ của chúng. Trong sử dụng thông thường, ý kiến có thể là kết quả của quan điểm, hiểu biết, cảm xúc, niềm tin và mong muốn cụ thể của một người. Thuật ngữ này cũng có thể đề cập đến thông tin không có căn cứ, trái ngược với kiến thức và sự thật. Mặc dù không phải là sự thật, ý kiến tập thể hoặc ý kiến chuyên môn được định nghĩa là đáp ứng tiêu chuẩn cao hơn để chứng nhận ý kiến.